# Julia Drusilla (fille de Germanicus)
Julia Drusilla (latin : IVLIA•DRVSILLA), née le 16 septembre 16 et décédée le 10 juin 38, est une fille de Germanicus et d’Agrippine. Elle est la sœur cadette de Caligula qui devient le troisième empereur romain, régnant du 28 mars 37 au 24 janvier 41.
Les récits des historiens latins mettent l'accent sur la passion qu'éprouve pour elle son frère Caligula, elle aurait été sa maîtresse, de 29 (elle a 13 ans) jusqu'à sa mort en 38 (à 21 ans). Elle sera la première femme à être désignée héritière de l'Empire sur volonté impériale (en octobre 37 par Caligula), et fut la première femme de l'Histoire romaine à être divinisée, en septembre 38.

## Biographie

### Enfance
Drusilla est née à Abitarvium, au nord de l’actuelle Coblence (Allemagne), où son père Germanicus mène une campagne militaire. Sa mère, Agrippine l'Aînée la rejoint et mettra deux filles au monde en Germanie ; Agrippine la Jeune (la future mère de Néron) en 15, et Drusilla en 16. L'empereur Tibère, jaloux de la popularité de Germanicus en qui il voit un rival politique dangereux l'envoie à Antioche où il meurt en 19. Agrippine l'Aînée suspecte Tibère d'avoir été l'instigateur de l'empoisonnement de son mari par Pison, et ses relations avec Tibère se dégradent rapidement. Agrippine et ses deux fils aînés Nero Iulius Caesar et Drusus Iulius Caesar sont arrêtés et emprisonnés pour haute trahison. Agrippine mourra en exil, de faim et de mauvais traitements et ses deux fils se suicideront en prison. Caligula, Drusilla et Julia Livilla vont vivre chez leur arrière grand-mère Livie puis, à la mort de celle-ci, chez leur grand-mère paternelle Antonia la Jeune. Tacite écrit qu'ils n'étaient pas autre chose que les prisonniers de Tibère et de Séjan, attendant leur sort sous la garde des soldats.
Selon Suétone c'est à cette époque que Caligula et Drusilla commencent à avoir une relation incestueuse. Elle a alors 13 ans, lui 17.

« On croit qu’il abusa de Drusilla, lorsqu’il portait encore la robe prétexte. On prétend même qu’il fut surpris avec elle par son aïeule Antonia chez laquelle on les élevait tous deux. »

— Suétone, Vie des douze Césars, Caligula, 24.
En 31, Tibère fait venir Caligula à Capri où il réside depuis 6 ans. Après la mort de ses frères aînés et du fils de Tibère, il lui apparaît comme héritier possible. À la fin de 33, Tibère marie à Antium Julia Livilla à Marcus Vinicius et Drusilla à Lucius Cassius Longinus.

« Cassius, originaire de Rome, était d’une maison plébéienne, mais ancienne et décorée ; et, quoique élevé par son père sous une austère discipline, il se recommandait plutôt par la facilité de ses mœurs que par l’énergie de son âme. »

— Tacite, Annales, livre VI, 24 - traduction Jean-Louis Burnouf, 1859.
À peu près dans le même temps, Caius César reçut en mariage Junia Claudilla, fille de Marcus Silanus. Junia meurt quelques mois plus tard.

### Sœur de l'empereur

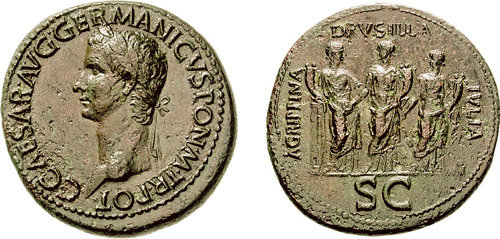
Sesterce de Caligula. Au verso ses sœurs Agrippine, Drusilla et Julia Livilla.

Tibère meurt en mars 37 et, dans l'allégresse, le Sénat vote les pleins pouvoirs à Caligula qui devient empereur à 24 ans. Caligula enlève Drusilla à son mari Lucius Cassius Longinus (il le fait exécuter l'année suivante) et elle divorce donc en mars 37.
En septembre 37, Caligula désigne Drusilla comme héritière de sa fortune et de l'Empire. Elle est la première femme à être désignée héritière de l'Empire sur volonté impériale.
En octobre 37, Antonia la Jeune, grand mère de Caligula et de Drusilla, se suicide. Selon Suétone, elle est désespérée du comportement et des affronts que son petit-fils lui fait subir. Drusilla épouse Marcus Aemilius Lepidus, ami proche de son frère.

### Décès

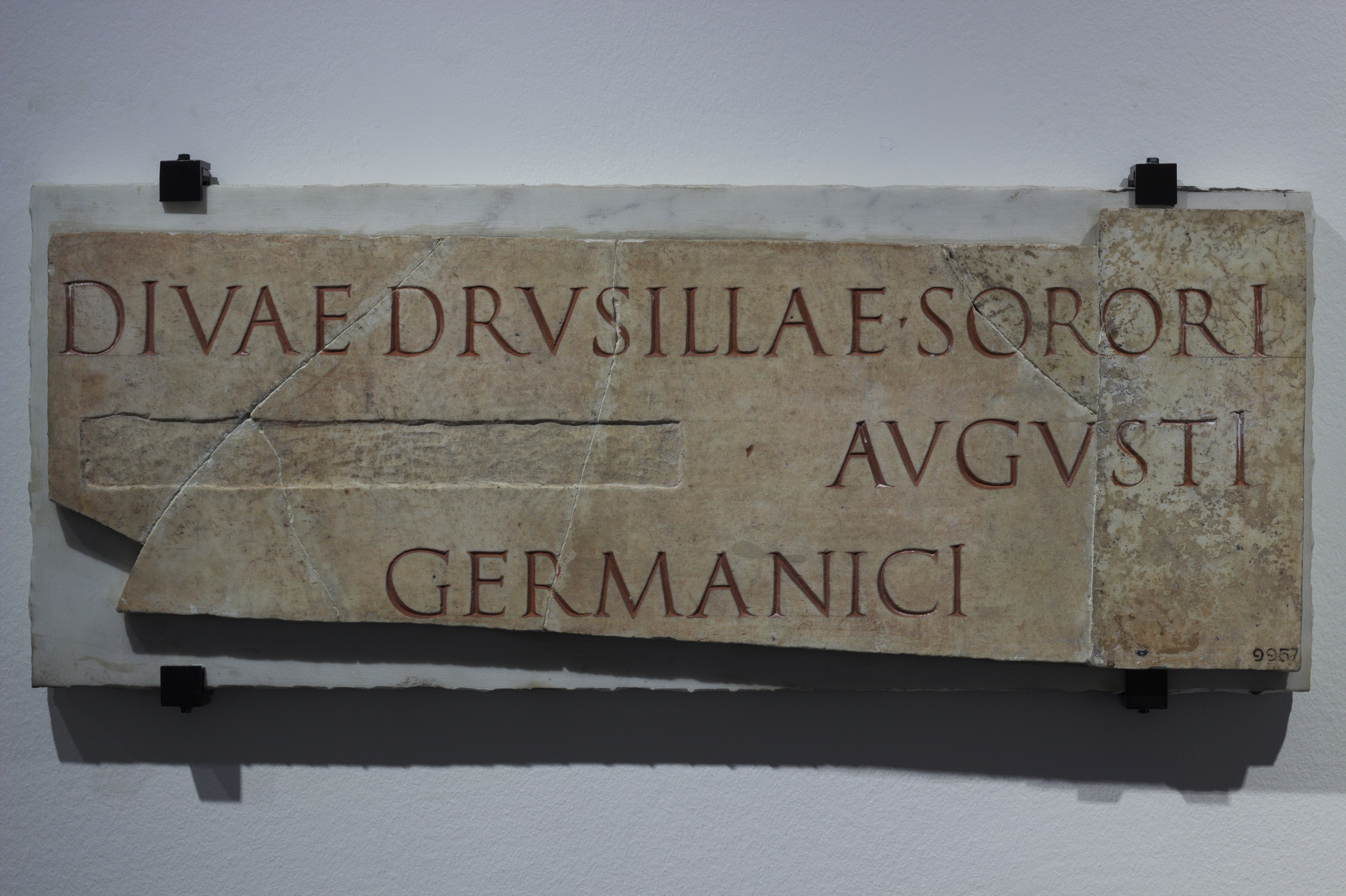
Inscription découverte à Caere (Étrurie), dédiée à Drusilla divinisée. Le nom de son frère est martelé.

Le 10 juin 38, Drusilla meurt à 21 ans, sans doute de fièvre, virulente à Rome à cette période. Caligula reste constamment à ses côtés pendant sa maladie et refuse qu'on emmène son corps pour la crémation. Anéanti, il s'enfuit de Rome pendant plusieurs semaines.

« Lorsqu’elle mourut, il ordonna une suspension générale de toutes les affaires. Pendant ce temps, ce fut un crime capital que d’avoir ri, d’avoir été au bain, ou d’avoir mangé avec ses parents, sa femme ou ses enfants. Ne pouvant résister à sa douleur, il s’échappa la nuit de Rome, traversa la Campanie, se rendit à Syracuse, et en revint brusquement, laissant croître sa barbe et ses cheveux. Dans la suite, il ne jura jamais que par le nom de Drusilla, même dans les affaires les plus importantes, et en parlant au peuple ou aux soldats. »

— Suétone, Vie des douze Césars, Caligula, 24.
Quand Caligula revient à Rome, en août 38, il demande au Sénat de diviniser Drusilla, honneur jusqu'ici réservé à Jules César et à Auguste et sans précédent pour une femme.

« À sa mort, qui arriva alors, son mari fit son éloge et son frère l'honora d'une sépulture aux frais de l’État : les soldats prétoriens avec leur chef, ceux des chevaliers qui servaient dans l'armée, défilèrent autour de son tombeau, et les enfants patriciens représentèrent la cavalcade troyenne ; enfin, tous les honneurs qui avaient été accordés à Livie lui furent décernés : elle eut une place parmi les immortels ; elle fut représentée en or dans la curie ; la statue de Vénus, sur le Forum, reproduisit Drusilla dans une figure de grandeur égale à celle de la déesse et qui devait recevoir les mêmes hommages ; on lui bâtit une chapelle particulière, et vingt prêtres, hommes et femmes, furent attachés à son culte ; les femmes jurèrent par elle toutes les fois qu'elles attestaient quelque chose avec serment ; une fête semblable à celle des jeux Mégalésiens était célébrée le jour de sa naissance, et sénateurs et chevaliers étaient invités à un banquet. On lui donna alors le nom de Panthée, et elle obtint les honneurs divins dans toutes les villes. Un sénateur, Livius Géminius, jura qu'il l'avait vue monter au ciel et prendre rang parmi les dieux, appelant la malédiction sur lui-même et sur ses enfants, s'il mentait, et invoquant le témoignage des autres dieux et celui de Drusilla elle-même ; il reçut deux cent mille drachmes pour cette attestation. Tels furent les honneurs décernés par Caius à Drusilla ; il voulut aussi que les jeux qui devaient alors avoir lieu ne fussent célébrés ni à l'époque fixée par la loi, si ce n'est pour la forme, ni qu'ils le fussent une autre fois. Tout le monde était pareillement accusé, soit qu'on se fût réjoui, parce qu'on avait montré du contentement, soit qu'on eût par quelque acte témoigné de la peine ; c'était un crime de ne pas la pleurer, car elle était femme, et de la pleurer, parce qu'elle était déesse. »

— Dion Cassius, Histoire romaine, livre LXIX, 11 - traduction Étienne Gros, éditée à Paris chez Firmin-Didot, de 1845 à 1870.

## Historiographie
L'inceste de Caligula envers ses soeurs, et en particulier Drusilla, est souvent mis en avant dans les représentations actuelles concernant Caligula. Cela dit, un réexamen des sources littéraires à notre disposition donne à penser que l'on à affaire à des ragots sans fondement.
En effet, Philon d'Alexandrie, Sénèque et Tacite ne parlent pas d'inceste de Caligula avec ses soeurs. Suétone est le seul auteur ancien à nous parler de relations incestueuses avec ses soeurs. Dans sa species sur les incestes de Caligula avec ses soeurs, il ment allègrement en déclarant au sujet de Drusilla : « Il la traita publiquement comme sa femme légitime », alors qu'aucune autre sources épigraphique, numismatique ou littéraire ne nous désigne Drusilla comme femme de Caligula. 
Dion Cassius en fait une brève mention, qui ne s'applique de plus qu'à Drusilla.

## Sources antiques
- Suétone, Vie des douze Césars, Caligula.
- Dion Cassius, Histoire Romaine, livre LXIX, règne de Caligula.
- Pseudo-Aurelius Victor, Épitomé de Caesaribus, Caligula.
- Eutrope, Abrégé de l'histoire romaine.
- Philo, Legatio ad Gaium.
- Orose, Histoire.
- Tacite, Annales
- Pline l'Ancien, Histoire Naturelle.

## Filmographie
- Julia Drusilla est un des personnages principaux de la série documentaire Roman Empire: Caligula, l’empereur fou produite par Netflix[5].